# Holbrook (Nowa Południowa Walia)
Holbrook – miasto w Australii, w stanie Nowa Południowa Walia.